# Tierra Whack
Tierra Helena Whack (Estados Unidos, 11 de agosto de 1995) é uma rapper, cantora e compositora norte-americana.